# Antifúngico
Se entiende por antifúngico o antimicótico a toda sustancia que tiene la capacidad de evitar el crecimiento de algunos tipos de hongos o incluso de provocar su muerte. Dado que los hongos además de tener usos beneficiosos para el ser humano (levadura del pan, hongos de fermentación de los quesos, los vinos, la cerveza, entre otros muchos ejemplos) forman parte del colectivo de seres vivos que pueden originar enfermedades en el ser humano, el conocimiento y uso de los antifúngicos es de vital importancia a la hora de tratar muchas enfermedades.

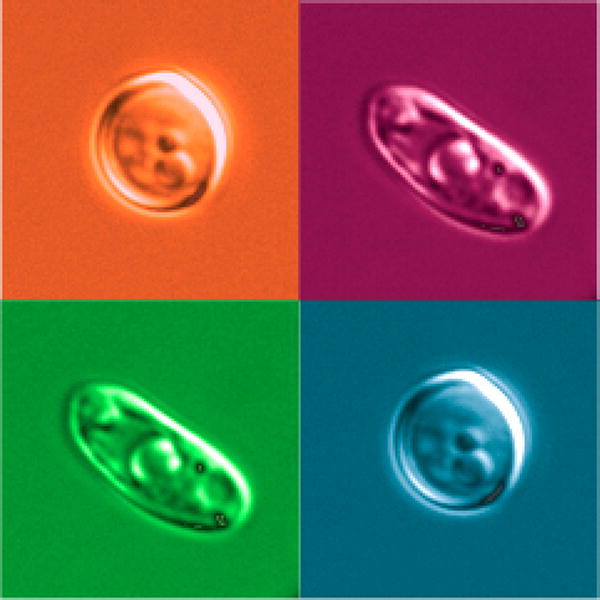
Candida albicans al microscopio óptico.

## Historia
Aun cuando los intentos científicos de encontrar sustancias que fueran efectivas contra los hongos son más antiguos, es a partir de la década de 1940 cuando se aplican en el estudio de los benzinidazoles, trabajo que dará su fruto a partir de la década de 1960. Otras líneas de investigación, a partir de sustancias elaboradas por otros seres vivos, llevan al descubrimiento en 1955 de la anfotericina B, y a su uso en humanos a partir de finales de la década de 1950. Esta sustancia, al demostrar su utilidad, se convierte en el patrón de referencia de todos los nuevos antifúngicos descubiertos desde entonces, sobre todo porque podía utilizarse por vía parenteral.
A partir de este momento son numerosos los descubrimientos de nuevas sustancias que tienen propiedades antifúngicas. La mayoría sólo ocuparán un lugar en el tratamiento tópico (clotrimazol, miconazol o econazol, por citar sólo los primeros de una larga lista), pero algunos de ellos alcanzarán mayor transcendencia por la posibilidad de usarlos por vía parenteral, lo que les da una vital importancia en el tratamiento de enfermedades mortales hasta ese momento. Así, en la década de 1970 aparece la flucitosina; en la de 1980, el ketoconazol; en la de 1990, el fluconazol y el itraconazol, así como mejoras en las formulaciones de antifúngicos más antiguos. En los primeros años del siglo XXI han aparecido o se encuentran en avanzado estudio al menos ocho fármacos nuevos, y se están investigando nuevos grupos que pueden traer consigo la síntesis de mejores antifúngicos.

## Clasificación
Apoyándonos en el Sistema de Clasificación Anatómica, Terapéutica, Química auspiciado por la OMS, podemos clasificarlos de la siguiente manera:
| Grupo D01A: Antifúngicos para uso dermatológico tópico | Grupo D01A: Antifúngicos para uso dermatológico tópico |
| ------------------------------------------------------ | --- |
| D01AA Antibióticos                                     | D01AA01 Nistatina. D01AA02 Natamicina. D01AA03 Hachymicina (o Tricomicina). D01AA04 Pecilocín. D01AA06 Mepartricín. D01AA07 Pyrrolnitrín. D01AA08 Griseofulvina. |
| D01AC Derivados imidazólicos y triazólicos             | D01AC01 Clotrimazol. D01AC02 Miconazol. D01AC03 Econazol. D01AC04 Clormidazol. D01AC05 Isoconazol. D01AC06 Tiabendazol. D01AC07 Tioconazol. D01AC08 Ketoconazol. D01AC09 Sulconazol. D01AC10 Bifonazol. D01AC11 Oxiconazol. D01AC12 Fenticonazol. D01AC13 Omoconazol. D01AC14 Sertaconazol. D01AC15 Fluconazol. D01AC16 Flutrimazol. |
| D01AE Otros.                                           | D01AE01 Bromoclorosalicilanilida. D01AE02 Metilrosanilina. D01AE03 Tribromometacresol. D01AE04 Ácido undecilénico. D01AE05 Polinoxylina. D01AE06 2-(4-clorfenoxi)-etanol. D01AE07 Clorfenesina. D01AE08 Ticlatone. D01AE09 Sulbentina. D01AE10 Etil para-hidroxibenzoato. D01AE11 Haloprogina. D01AE12 Ácido salicílico. D01AE13 Sulfuro de selenio. D01AE14 Ciclopirox. D01AE15 Terbinafina. D01AE16 Amorolfina. D01AE17 Dimazol. D01AE18 Tolnaftato. D01AE19 Tolciclato. D01AE21 Flucytosina. D01AE22 Naftifina. D01AE23 Butenafina. |
| J02A Antimicóticos para uso sistémico                  | |
| J02AA Antibióticos                                     | J02AA01 Anfotericina B. J02AA02 Tricomicina (o Hachymicina). |
| J02AB Derivados imidazólicos                           | J02AB01 Miconazol. J02AB02 Ketoconazol. |
| J02AC Derivados triazólicos                            | J02AC01 Fluconazol. J02AC02 Itraconazol. J02AC03 Voriconazol. J02AC04 Posaconazol. |
| J02AX Otros.                                           | J02AX01 Flucitosina. J02AX02 Caspofungina. J02AX03 Micafungina. J02AX04 Anidulafungina. |

Obsérvese que algunos antifúngicos aparecen en dos listados. Esto es así porque pueden utilizarse tanto por vía tópica como sistémica. De igual manera pueden encontrarse algunos de estos fármacos etiquetados de forma diferente. Esto se debe a que el producto puede tener otras propiedades y se ha incluido también dentro del grupo correspondiente. Así, por ejemplo, el Ketoconazol lo podemos encontrar como D01AC08 (antifúngico tópico derivado del imidazol), como J02AB02 (antifúngico sistémico derivado del imidazol) y como G01AF11 (antiséptico urinario derivado del imidazol).
Quedan también fuera de esta clasificación los productos de fitoterapia, así como otros que puedan ser utilizados de forma exclusiva en veterinaria.

## Recomendaciones de uso
El principal problema de los antifúngicos, al igual que del resto de los antibióticos, es la posibilidad de aparición de resistencias a los mismos por parte de los seres vivos objeto de su uso. En los hongos se reconocen tres formas diferentes de resistencia a los antifúngicos, y al menos una de ellas depende del contacto que hayan tenido previamente los hongos con las sustancias implicadas. Así, el uso de productos inadecuados, a la dosis inadecuada, o durante un período de tiempo demasiado corto, puede facilitar el cambio en las características del hongo y pasar de ser sensible a un antifúngico a resistente al mismo. Y no solamente eso. La similar estructura de muchos de los antifúngicos empleados hace que presenten resistencia cruzada.Es decir, que siendo un hongo resistente a un miembro del grupo (por ejemplo el itraconazol, derivado triazólico) puede también presentar resistencia a los otros fármacos del mismo grupo (por ejemplo el fluconazol, otro derivado triazólico).
Los médicos hospitalarios han de enfrentarse a infecciones más complicadas y resistentes al tratamiento, por lo que tienen especial cuidado en utilizar los antifúngicos, y en general todos los antibióticos, de la forma más útil posible. Por ello en la mayoría de los hospitales se elaboran protocolos y guías de uso de antifúngicos con la doble finalidad de curar la enfermedad lo antes posible y evitar la aparición de nuevas resistencias. De igual manera, y como norma general, la mayoría de los organismos estatales responsables del control de los medicamentos de uso humano tienen elaboradas guías de prescripción en antibioticoterapia.
El uso racional de los antifúngicos, y de los antibióticos en general, es una responsabilidad de todos de cara al futuro.

## Los antifúngicos del siglo XXI
El voriconazol, posaconazol, caspofungina, micafungina y anidulafungina son fármacos que han visto la luz en este siglo. Los dos primeros como perfeccionamiento de los derivados del núcleo triazólico ya existentes (itraconazol) y los tres últimos como derivados de las equinocandinas, que posiblemente tengan grupo propio en un futuro.
Moléculas en estudio y que aún no han sido aprobadas hay bastantes, en distintos estadios de investigación. Entre ellas podemos destacar:
- Albaconazol: Fármaco derivado del triazol, de investigación española, de espectro fúngico similar al voriconazol. Al parecer presenta la ventaja de una alta difusión al líquido cefalorraquídeo (15 %), lo cual le daría un papel importante en el tratamiento de las meningitis y meningoencefalitis fúngicas.
- Icofungipen: Derivado sintético de la cispentacina, actuaría en el núcleo del hongo, dificultando la síntesis de ácidos nucleicos. Esto tiene la ventaja de no presentar resistencia cruzada con otros antifúngicos y de mejorar el perfil de interacciones y reacciones adversas al no actuar a nivel del citocromo p450. Además, admite la vía oral. Su desventaja es que presenta un espectro de acción muy reducido, por lo que también se están estudiando otras moléculas similares con el objetivo de ampliar el espectro.
- Mycograb: Es un anticuerpo recombinante humano contra la HSP90 fúngica (heat shock protein 90). Se está probando asociado a otros antifúngicos para mejorar la actividad de estos. Sería el precursor de un nuevo grupo de moléculas que se intenta abrir en la investigación de nuevos antifúngicos.
- Otras sustancias: En estadios de investigación todavía muy básicos, podemos encontrarnos grupos químicos tales como las sordarinas, pradimicinas, dicationes aromáticos o los ya comentados anticuerpos monoclonales.